# David A. Kyle

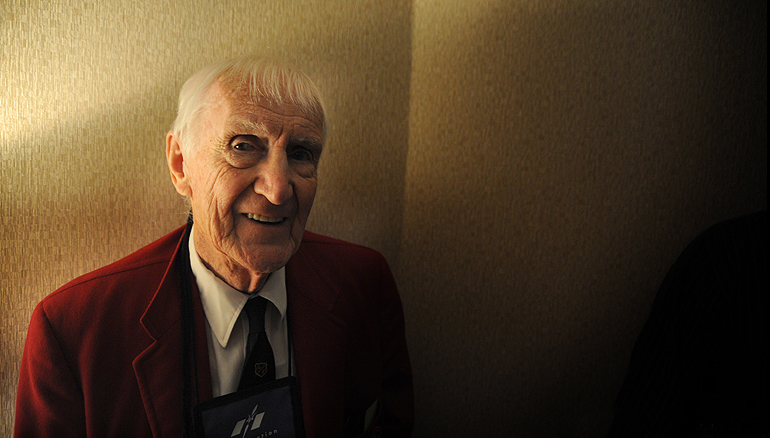
David A. Kyle 2009

David Ackerman Kyle (* 14. Februar 1919 in Monticello, New York; † 18. September 2016 im Staat New York) war ein US-amerikanischer Science-Fiction-Autor, -Fan, -Herausgeber, -Illustrator und -Verleger.

## Leben
Als Jugendlicher veröffentlichte Kyle schon Science-Fiction-Fanzines und gehörte zur New Yorker Science-Fiction-Gruppe der Futurians, zu denen auch Isaac Asimov, Damon Knight und Cyril M. Kornbluth gehörten. Er beteiligte sich 1939 an der ersten World Science Fiction Convention und gründete 1948 mit Martin Greenberg den Verlag Gnome Press, der Werke wie Asimovs Ich, der Robot und den Foundation-Zyklus herausgab. Weiterhin veröffentlichte der Verlag Robert E. Howards Bücher über Conan den Cimmerier.
In den Jahren 1976 und 1977 schrieb Kyle zwei bebilderte Bücher über die Geschichte der Science-Fiction. Zwischen 1980 und 1983 verfasste er die drei letzten Bände in Edward E. Smiths Lensmen-Zyklus. Protagonist der Smithschen Lensmen-Bände war Kimball Kinnison von der Erde gewesen. Kyle ergänzte nun die Geschichten der drei anderen Lensträger zweiter Ordnung, denen jeweils ein Band gewidmet ist.
Außerdem schrieb er hunderte von Beiträgen für Science-Fiction-Zeitschriften und -Fanzines.

## Auszeichnungen
- 1973: Big Heart Award
- 1977: British SF Association Awards, Sonderpreis für A Pictorial History of Science Fiction
- 1988: First Fandom Hall of Fame Award
- 1991: Gallun Award
- 1999: Moskowitz Award

## Bibliografie
Lensmen-Zyklus
- 8 The Dragon Lensman (1980, über Worsel von Velantia)
  - Deutsch: Drachen-Lensmen. Übersetzt von Thomas Schlück. Heyne SF&F #4191, 1985.
- 9 Lensman from Rigel (1982, über Tregonsee von Rigel IV)
  - Deutsch: Lensmen von Rigel. Übersetzt von Thomas Schlück. Heyne SF&F #4192, 1986, ISBN 3-453-31228-7.
- 10 Z-Lensman (1983, über Nadreck von Palain VII)
  - Deutsch: Drachen-Lensmen. Übersetzt von Thomas Schlück. Heyne SF&F #4193, 1987, ISBN 3-453-31361-5.

Kurzgeschichten
- Golden Nemesis (1941)
- The Interstellar Zoo (1951)
- Toys for Debbie (1965)
- Base Ten (1967)
- The Ferryman on the River (1968)
- Deadlier Specie (1968)
- Some Dreams Come in Packages (1971)
- Reaction Time (1982)
- The Decoy Egg (1989)
- Cigarbox (1994)

Sachliteratur
- A Pictorial History of Science Fiction (1976)
- The Illustrated Book of Science Fiction Ideas & Dreams (1977)